# Hilal Nesin
Hilal Nesin, is een Turkse muzikant, theaterdocent en schrijver. Naast haar artiestenidentiteit is zij ook bekend vanwege haar werk op het gebied van vrouwenrechten en mensenrechten. Na haar afstuderen aan de afdeling Turkse volksmuziek van het İsmail Baha Sürarslan Conservatorium van de gemeente Antalya, volgde ze theateropleiding aan het Müjdat Gezen Kunstcentrum. Nesin begon haar kunstcarrière in Turkije, maar woont sinds 2016 in het buitenland.

## Kunstleven
Hilal Nesin maakte gedurende vier jaar een volksmuziekprogramma op Aydın TV en bracht hiermee de Turkse volksmuziek bij een breed publiek onder de aandacht. Nadat ze zich in Antalya had gevestigd, nam ze deel aan culturele, artistieke en sociale projecten binnen de gemeente Muratpaşa. Om de deelname van vrouwen aan het sociale leven te stimuleren, richtte ze de theatergroep Çeşnibahar voor vrouwen op en nam ze de rol van artistiek directeur op zich. Met deze groep leidde Nesin initiatieven gericht op vrouwenzaken en richtte ze zich met de musical Çeşnibahar op vrouwenthema’s op het theaterpodium. Ze schreef en regisseerde het stuk "Koca Yasa", dat zowel binnen als buiten Turkije werd opgevoerd; daarnaast bracht ze stukken als "Gıvır" en "Pembe Gözlük Mor Ayna" op de planken. Ook regisseerde ze het oratorium "Şeyh Bedrettin'den Bu Yana Can Yana", geschreven door schrijver Cemal Canpolat, dat de oproep tot vrede van moeders behandelt.
In 2016 bracht Nesin onder het label Çimen’s Yapım haar album "Dağarcık" uit en schreef ze daarnaast ook literaire werken. Boeken zoals "Koca Yasa", "Şeyimin Derdi", "Gevşek Vidalar", "Kızınca Kıyamet", "Bir Atımlık Sen", "Diren Muhtar" en "Yarın Yamalak" werden gepubliceerd.

## Mensenrechtenbepleiting
In 2016 verhuisde Hilal Nesin naar Frankrijk vanwege rechtszaken die tegen haar waren aangespannen in Turkije en begon ze theaterles te geven aan het Bergisch Gladbach Education and Culture Center in Bergisch Gladbach, Duitsland. Nesin deed onderzoek naar vrouwen die uit Turkije waren geëmigreerd, interviewde bijna 300 vrouwen en produceerde als resultaat een werk waarin schendingen van vrouwenrechten werden gedocumenteerd. Tijdens haar werk voerde ze persoonlijke interviews met vrouwelijke slachtoffers van seksueel geweld en documenteerde ze hun trauma's.
Er werd een arrestatiebevel uitgevaardigd voor Nesin in Turkije op beschuldiging van "propaganda voor een terroristische organisatie" vanwege zijn berichten op sociale media. Hij werd aangevallen door Turkstalige personen tijdens het winkelen in Duitsland, en in Frankrijk werden de veiligheidsmaatregelen aangescherpt vanwege veiligheidsoverwegingen. Er werd ook beweerd dat Nesins naam op executielijsten stond die waren opgesteld door de Republiek Turkije.
Nesin heeft haar gevoeligheid voor vrouwenproblemen en sociale rechtvaardigheid in haar kunst verwerkt. In haar werken behandelt ze maatschappelijke kwesties op moedige wijze en streeft ze ernaar het publiek hierover te informeren. Op 2 oktober 2024 nam ze deel aan de "3e Mars voor Rechtvaardigheid" die plaatsvond in Straatsburg, Frankrijk, voor het Europees Hof voor de Rechten van de Mens en de Raad van Europa, waarbij ze de aandacht vestigde op mensenrechtenschendingen in Turkije. 

## Privéleven
Hilal Nesin trouwde in 2013 met journalist en schrijver Ahmet Nesin. Nesin is de schoondochter van Aziz Nesin, een van de belangrijkste schrijvers van de Turkse literatuur.

## Bron
1. ↑  (tr) Öztürk, Atakan, Ermeniler için ağıt yakan Hilal Nesin kimdir? Kaç yaşında? Nereli? Ne iş yapıyor?. Ordu Son Dakika Haberleri - Ordu Yorum Gazetesi - Ordu Haber. Geraadpleegd op 11 augustus 2025.
2. ↑  müzisyen, tiyatro eğitmeni - yazar Hilan Nesin. Gearchiveerd op 28 Mart 2023. Geraadpleegd op 9 Kasım 2024.
3. ↑  HİLAL NESİN KİMDİR, HAYATI VE HAKKINDA BİLİNMEYENLER. Bernamegeh Türkçe (5 Ekim 2023). Gearchiveerd op 9 Kasım 2024. Geraadpleegd op 9 Kasım 2024.
4. ↑  "CEHENMEM BU KADAR KÖTÜ OLAMAZ, YAŞADIKLARIM KORKUNÇTU!". Youtube Erkam Tufan (5 Eylül 2024). Gearchiveerd op 5 Eylül 2024. Geraadpleegd op 9 Kasım 2024.
5. ↑  Yazar Hilal Nesin hakkında yakalama kararı çıkarıldı (22 Eylül 2019). Gearchiveerd op 24 Eylül 2019. Geraadpleegd op 9 Kasım 2024.
6. ↑  "Fransa'da polis, Hilal Nesin için güvenli ev arıyor", 20 Ağustos 2021. Gearchiveerd op 20 Nisan 2024. Geraadpleegd op 9 Kasım 2024.
7. ↑  "Sanatçı Hilal Nesin’e sistematik saldırı", 20 Haziran 2022. Gearchiveerd op 20 Haziran 2022. Geraadpleegd op 9 Kasım 2024.
8. ↑  "55 kişilik ‘infaz listesi’", 22 Temmuz 2022. Geraadpleegd op 9 Kasım 2024.
9. ↑  "55 kişilik infaz listesi: Avrupa'daki muhalifler Erdoğan'ın büyüsünü bozdukları için hedef oldu", 8 Eylül 2021. Gearchiveerd op 21 Mayıs 2022. Geraadpleegd op 9 Kasım 2024.
10. ↑  Röportaj: Hilal Nesin | Sürgündeki yaşamını ve aldığı tehditleri anlattı. Youtube Rachel'den Al Haberi (23 Şubat 2022). Gearchiveerd op 22 Şubat 2022. Geraadpleegd op 9 Kasım 2024.
11. ↑  Cezaevinde dünyaya gelen 2 yaşındaki Tarık, AİHM önünde ‘adalet’ aradı (2 Ekim 2024). Gearchiveerd op 2 Ekim 2024. Geraadpleegd op 9 Kasım 2024.
12. ↑  AİHM önünde üçüncü FETÖ mitingi: Avrupa’ya ‘Türkiye’ye baskı uygulayın’ çağrısı (6 Ekim 2024). Gearchiveerd op 7 Ekim 2024. Geraadpleegd op 9 Kasım 2024.